# Katakura Muranaga
Katakura Muranaga est un nom japonais traditionnel ; le nom de famille (ou le nom d'école), Katakura, précède donc le prénom (ou le nom d'artiste).
Katakura Muranaga (片倉村長, 1667-1691) est un samouraï de l'époque d'Edo. Important obligé du domaine de Sendai, il est d'abord connu sous le nom de « Masanaga » (政長). Muranaga est aussi le quatrième Katakura kojūrō.

## Source
- (en) Cet article est partiellement ou en totalité issu de l’article de Wikipédia en anglais intitulé « Katakura Muranaga » (voir la liste des auteurs).